# 賀田裕子
賀田 裕子（かだ ゆうこ、1957年1月4日 - ）は、日本の女優。

## 来歴
東京都文京区出身。順心女子学園高校（広尾学園高等学校）卒業。文学座研究所卒業後、文学座に所属するが「新劇が目標ではなかった」として一年で退団。その後三船プロダクションに所属。映画『将軍 SHŌGUN』の現場の見学に行ったところを、同作の監督のジェリー・ロンドンに目を付けられたことがきっかけで、同作でデビュー。
ジョイント企画に所属していた.
趣味はドライブ、スキー、合気道、茶道など。

## 出演

### テレビドラマ
- 江戸の牙 第15話「遺恨 鮮血の伴天連印」（1980年、ANB）
- 大江戸捜査網 第3シリーズ 第329話「女すり 捨身の恩返し」（1980年、12ch）
- 吉宗評判記 暴れん坊将軍（ANB）
  - 第104話「日本一の花嫁御寮」（1980年） - おちづ
  - 第168話「天下御免の夫婦喧嘩」（1981年） - 八重
- 火曜劇場／愛しい女（ひと）（1980年、NTV）
- 必殺シリーズ（ABC）
  - 必殺仕事人
    - 第62話「恨み技悲愁稲妻刺し」（1980年） - お絹

  - 必殺仕舞人
    - 第3話「織姫悲しや郡上節 -郡上八幡-（1981年） - おりく

  - 新・必殺仕事人
    - 第4話「主水寝言に奮う」（1981年） おしん
    - 第18話「主水上役に届け物する」（1981年） おしん
    - 第47話「主水かくし芸する」（1982年） - お波

  - 必殺仕事人III
    - 第2話「下駄をはかせたのは両替屋」（1982年） - お袖

  - 必殺仕事人IV
    - 第19話「秀、天気を当てる女に出逢う」（1984年） - お袖（長崎出身ハーフの「天気を当てる女」役）
- 銭形平次（CX）
  - 第734話「お婆ちゃん捕物帳」（1980年） - お加代
  - 第769話「さまよえる死体」（1981年） - おみつ
- 特別企画7時間ドラマ／関ヶ原（1981年、TBS） - 清原マリア
- 桃太郎侍（NTV）
  - 第228話「花嫁の父、引き受けます」（1981年）
  - 第256話「人生、グチあり笑いあり」（1981年）
- 時代劇スペシャル（CX）
  - 魔界・番町皿屋敷 血にまみれたお菊の怨霊が呼ぶ呪いの恐怖!（1981年）
  - 隠密くずれ 消えた大名行列（1983年）
- 江戸を斬るVI　第25話「闇に浮ぶ怨みの影」（1981年、TBS）- おきぬ（おまち）
- 服部半蔵 影の軍団 （KTV）
  - 影の軍団II　第6話「魔界に消えた女」（1981年]）- 御台所増子
  - 影の軍団IV　第4話「大奥からの依頼人」（1985年）- 篤姫 ※賀田ゆう子名義
- 長七郎天下ご免!（テレビ朝日）
  - 第68話「返上!偽りの上意討ち」（1981年）- たま
  - 第108話「見ざる言わざる父娘（おやこ）ざる」（1982年）- おゆき
- 遠山の金さん（ANB）
  - 第1話「新奉行登場!! 顔のない人気作家!」（1982年）- 志津
  - 第19話「水晶呪術! 魅せられた女」（1982年）- お新
  - 第80話「十六夜殺人 悪夢を見た女!」（1983年） - お紫乃
- 松平右近事件帳 第4話「新奉行登場!! 顔のない人気作家!」（1982年、日本テレビ）- お咲
- 立花登・青春手控え 第8話「わかれ道」（1982年、NHK）
- 月曜ワイド劇場／無影燈 謎の外科医と看護婦の危険な愛（1982年、ANB）
- 水戸黄門（TBS）
  - 第13部 第25話「消えた黄門様 -延岡-」（1983年4月4日） - お袖
  - 第14部
    - 第7話「無法裁いた孤独の十手 -花巻-」（1983年12月12日） - お蝶
    - 第22話「主人を救った献上銘菓 -長岡-」（1984年3月26日） - 弥生

  - 第16部
    - 第2話「闇に仕掛けた皆殺しの罠 -府中-」（1986年5月5日） - おとし
    - 第34話「恐怖の隠密狩り -二本松-」（1986年12月15日） - 千鳥

  - 第17部 第5話「男十手の木曽節仁義 -妻籠-」（1987年9月28日） - お吉
  - 第19部 第29話「天下御免の大芝居 -江戸-」（1990年4月16日） - お蘭の方
- 眠狂四郎無頼控 第11話「妖鬼一閃! おんな牢秘話」（1983年、TX）
- 関西テレビ開局25周年記念番組／大奥 第13話「子連れ将軍と五人の女」（1983年、KTV） - おしの
- 土曜ワイド劇場（ANB）
  - 松本清張の連環（1983年） - 上田藤子
  - 密会の宿（8） 女と男の殺人ドライブ（1993年）
  - 女刑事・柏木冴子 金沢・越前海岸連続誘拐殺人事件!（1993年）
- ザ・サスペンス（TBS）
  - 鳥取砂丘殺人事件 女の情事・あの指輪さえ買わなかったら（1984年）
  - エメラルドの海が憎い 貧乏なんてもういや! 薄幸の美女が命がけで挑んだ真夏の海（1984年）
- 木曜9時の女 密会の女シリーズ／訃報は午後二時に届く（1984年、ANB）
- ザ・ハングマン4 第6話「人材バンクが殺人犯を仕立てる!」（1984年、ABC） - 鎌田みどり
- 大岡越前（TBS）
  - 第8部 第21話「凶賊お役者小僧」（1984年12月10日） - お小夜
  - 第9部 第13話「阿片暴いた鉄拳仁術」（1986年1月20日） - おとし ※賀田ゆう子名義
  - 第10部 第25話「亡霊に狙われた男」（1988年8月22日） - 菊乃
- 女ねずみ小僧（1989年、CX）
- 月曜・女のサスペンス／傑作推理・受賞作シリーズ 海は血のいろ（1989年、TX）
- はぐれ刑事純情派 第3シリーズ 第6話「ネコババをきめた女たち」（1990年、ANB）
- 火曜ミステリー劇場／冬の京都幽霊事件 ミステリー研女子大生のドキドキ名推理!（1991年、ABC）
- 火曜サスペンス劇場（NTV）
  - 再婚する女 やっと幸せをつかんだその日、別れた夫が殺された…（1991年）
  - 森村誠一の夜行列車 新宿駅発24時 闇を走る夜汽車は男と女と犯罪を乗せて信州へ（1992年）
- 赤かぶ検事の逆転法廷 第4話「容疑者は赤かぶ検事夫人」（1992年、ABC）
- 江戸中町奉行所 第2シリーズ 第6話「暗闇の魔手」（1992年、TX）

### 映画
- 将軍 SHŌGUN（1980年、パラマウント・ピクチャー）
- 鱒（1982年、ゴーモン＝TF1）
- 真夜中のボクサー（1983年、高橋三千綱事務所）
- 里見八犬伝（1983年、角川春樹事務所）
- 瀬降り物語（1985年、東映）
- 仮面ライダーBLACK　恐怖! 悪魔峠の怪人館（1988年、東映）
- 修羅の伝説（1992年、東映東京撮影所）
- 死んでもいい（1992年、アルゴプロジェクト＝サントリー）

### オリジナルビデオ
- 悪い金儲け（1992年、ケイエスエス）

## ディスコグラフィ
シングル
- 素肌感触／誘惑のサファリン（1981年12月20日、RE-542、テイチク）

## 写真集
- 賀田ゆう子写真集（1984年、別冊スコラ）
- 激写文庫（8） 女優の秘密（1986年、小学館）